# Liotrichus
Liotrichus är ett släkte av skalbaggar som beskrevs av Ernst Hellmuth von Kiesenwetter 1858. Liotrichus ingår i familjen knäppare.
Släktet innehåller bara arten Liotrichus affinis.